# Danforth (Maine)
Danforth és una població dels Estats Units a l'estat de Maine (EUA). Segons el cens del 2000 tenia 629 habitants.

## Demografia
Segons el cens del 2000, Danforth tenia 629 habitants, 263 habitatges, i 175 famílies. La densitat de població era de 4,5 habitants per km².
Dels 263 habitatges en un 28,1% hi vivien nens de menys de 18 anys, en un 49,4% hi vivien parelles casades, en un 12,2% dones solteres, i en un 33,1% no eren unitats familiars. En el 30,4% dels habitatges hi vivien persones soles el 16,7% de les quals corresponia a persones de 65 anys o més que vivien soles. El nombre mitjà de persones vivint en cada habitatge era de 2,34 i el nombre mitjà de persones que vivien en cada família era de 2,84.
Per edats la població es repartia de la següent manera: un 23,7% tenia menys de 18 anys, un 4,8% entre 18 i 24, un 22,6% entre 25 i 44, un 27,7% de 45 a 60 i un 21,3% 65 anys o més.
L'edat mediana era de 44 anys. Per cada 100 dones de 18 o més anys hi havia 94,3 homes.
La renda mediana per habitatge era de 20.769 $ i la renda mediana per família de 25.341 $. Els homes tenien una renda mediana de 32.083 $ mentre que les dones 17.083 $. La renda per capita de la població era d'11.079 $. Entorn del 21,6% de les famílies i el 23,4% de la població estaven per davall del llindar de pobresa.